# ألي أكس
الكسندرا أشلي هيوز (ولدت في 31 يوليو 1985)، والمعروفة بإسمها اسم ألي أكس أو Allie X ، هي مغنية وكاتبة أغاني كندية. ولدت في أوكفيل، أونتاريو، بعدها عاشت في تورونتو، نشأت مع حب واهتمام تجاه البيانو الكلاسيكي، والأوبرا والمسرح الموسيقي. بدأت حياتها المهنية كفنانة إيندي بوب في تورونتو في منتصف الألفية، والعزف مع الفرق المحلية وكتابة وتسجيل مجموعة من الألبومات الذاتية الإنتاج. 
في 2013, هيوز إنتقلت إلى لوس أنجلوس في كاليفورنيا كث تبدأ مهنتها ككاتبة أغاني. استمرت العمل على موسيقاها الخاصة وإتخذت من أسم ألي أكس كأسمها الفني. إلتقت العديد من الموسيقين والمنتجين منهم دكتور لوك.

## الصورة العامة
عبرت هيوز كثيراً عن دعمها ل حقوق المرأة[3] و حقوق المثليين[4] حيث كشفت إنها كثيراً ما تكتب أغانيها بينما تفكر في مستمعيها الصغار من مجتمع المثليات والمثليين ومزدوجي الميول الجنسي ومغايري الهوية الجنسانية الذين قابلتهم.

## الإصدارات الموسيقية

### الألبومات الكاملة
| 2017 | CollXtion II - الصدور: 9 يونيو, 2017 (Worldwide) - الشركة: Twin Music |

### الألبومات المصغرة
| 2015 | CollXtion I - الصدور: 7 أبريل, 2015 (Canada) - الشركة:مجموعة يونيفرسال الموسيقية |
| 2015 | Catch EP - الصدور: 20 نوفمبر, 2015 (USA) - الشركة: Twin Music                    |
| 2017 | COLLXTION II: Unsolved - الصدور : 15 مارس, 2017 (Worldwide) - الشركة: Twin Music |

### الأغاني
| السنة | الأغاني               | أعلى مرتبة في المخططات الموسيقية | الألبوم                             |
| السنة | الأغاني               | CAN                              | الألبوم                             |
| ----- | --------------------- | -------------------------------- | ----------------------------------- |
| 2014  | "Catch"               | 55                               | CollXtion I                         |
| 2014  | "Prime"               | —                                | CollXtion I                         |
| 2014  | "Bitch"               | —                                | CollXtion I                         |
| 2015  | "Catch (re-release)"  | —                                | Catch EP                            |
| 2015  | "Never Enough"        | —                                | Catch EP                            |
| 2016  | "Old Habits Die Hard" | —                                | CollXtion II                        |
| 2016  | "Too Much to Dream"   | —                                | COLLXTION II: Unsolved              |
| 2016  | "All the Rage"        | —                                | COLLXTION II: Unsolved              |
| 2016  | "That's So Us"        | —                                | COLLXTION II: Unsolved/CollXtion II |
| 2017  | "Paper Love"          | —                                | CollXtion II                        |
| 2017  | "Need You"            | —                                | CollXtion II                        |

### الأغاني المصورة
| العنونا                      | السنة | إخراج                  | Ref.          |
| ---------------------------- | ----- | ---------------------- | ------------- |
| "Bitch"                      | 2014  | جنغل جورج              | [ 10 ]        |
| "Catch"                      | 2015  | جيريمي سيندون          | [ 11 ]        |
| "Sanctuary" (Live)           | 2015  | Unknown                | [ 12 ]        |
| "Too Much to Dream"          | 2016  | جنغل جورج              | [ 13 ]        |
| "All the Rage" (Live)        | 2016  | جنغل جورج              | [ 14 ]        |
| "Casanova" (Live)            | 2016  | جنغل جورج              | [ 12 ]        |
| "All the Rage"               | 2016  | جنغل جورج ومالوكو هاوس | [ 15 ] [ 16 ] |
| "Old Habits Die Hard" (Live) | 2016  | تايلور هيريس           | [ 12 ]        |
| "That's So Us" (Live)        | 2016  | Unknown                | [ 12 ]        |
| "Too Much To Dream" (Live)   | 2016  | Unknown                | [ 12 ]        |
| "Paper Love"                 | 2017  | Unknown                | [ 12 ]        |

## وصلات خارجية
- الموقع الرسمي
- ألي أكس على موقع IMDb (الإنجليزية)
- ألي أكس على موقع ميتاكريتيك (الإنجليزية)
- ألي أكس على موقع ميوزك برينز (الإنجليزية)
- ألي أكس على موقع أول ميوزيك (الإنجليزية)
- ألي أكس على موقع ديسكوغز (الإنجليزية)
- ألي أكس على موقع ديسكوغز (الإنجليزية)